# Павлов, Сергей Павлович
Серге́й Па́влович Па́влов (19 января 1929[…], Ржев, Тверская губерния — 7 октября 1993, Москва, Россия) — советский государственный и общественный деятель.
С 1959 по 1968 год — первый секретарь ЦК ВЛКСМ. С 1968 по 1983 год — председатель Комитета по физической культуре и спорту при Совете министров СССР. В 1983—1985 годах — чрезвычайный и полномочный посол СССР в Монголии, в 1985—1990 годах — чрезвычайный и полномочный посол СССР в Бирме. Член КПСС с 1954 года, на XXII и XXIII съездах КПСС избирался членом ЦК КПСС, на XXIV — членом Центральной ревизионной комиссии КПСС. Депутат Верховного Совета СССР 6-го и 7-го созывов. Президент Национального олимпийского комитета (НОК) СССР (1977—1983).

## Биография
Родился в семье служащих.
Во время Великой Отечественной войны Сергей Павлов работал почтальоном в военном госпитале в Литве. По окончании войны в 1945 году за работу в госпитале был награждён медалью «За победу над Германией в Великой Отечественной войне 1941—1945 гг.»,.
С 1952 года на комсомольской работе, выдвиженец А. Н. Шелепина. В 1955-58 годах второй, затем первый секретарь МГК ВЛКСМ, с 1959 года первый секретарь ЦК ВЛКСМ. В 1967 году политические амбиции Шелепина насторожили Л. И. Брежнева, и он принял решение удалить ключевых выдвиженцев Шелепина из политики. В связи с этим в 1967 году свой пост председателя КГБ СССР теряет ещё один человек Шелепина — В. Е. Семичастный, а в июне 1968 года и Павлов отправлен на должность председателя Комитета по физической культуре и спорту при Совете министров СССР. Председателем Спорткомитета Павлов оставался до апреля 1983 года.
В 1983 году переведён на дипломатическую работу — чрезвычайным и полномочным послом СССР в Монголии, а затем — в 1985 году — в Бирме. Назначение послом считалось в советские времена «почётной ссылкой». Имел ранг чрезвычайного и полномочного посла.

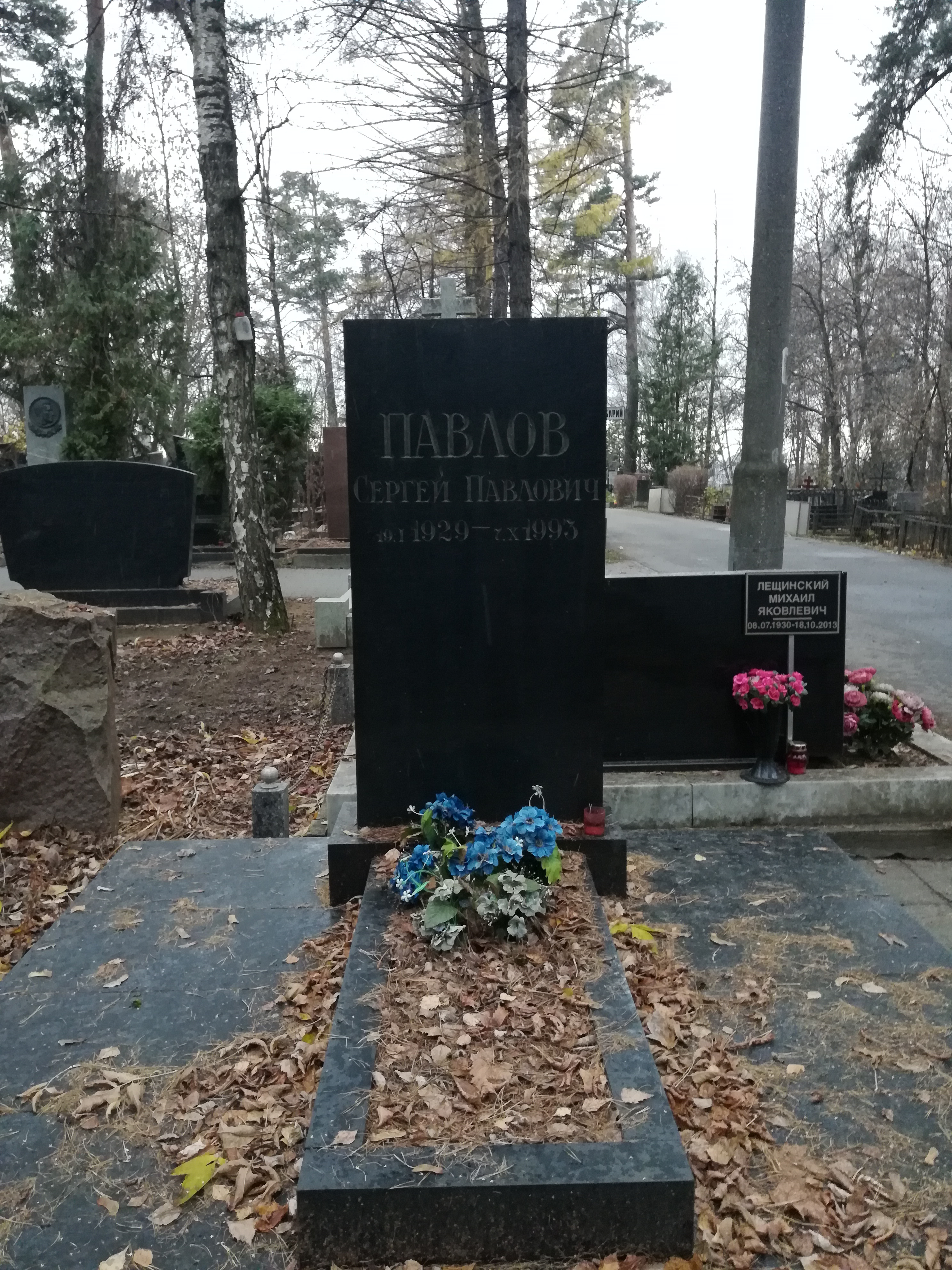
Могила на Кунцевском кладбище

Похоронен на Кунцевском кладбище (10 участок).

### Семья
Сергей Павлов вырос в семье с музыкальными традициями. Отец — Павел Петрович Павлов (1902—1970), хормейстер и дирижёр, создатель и руководитель академического смешанного хора в городе Ржеве (с 2003 года — хор им. П. П. Павлова), участник Великой Отечественной войны. Мать — Валентина Николаевна Павлова (урождённая Васильева) (1904—1972) — работала в хоре вместе с мужем, пианист-аккомпаниатор, обучалась в Московской консерватории по классу фортепиано. Бабушка по материнской линии, Глафира Сергеевна Васильева, урождённая Пылаева, происходила их семьи потомственных священнослужителей Тверской Губернии. Её отец — Сергей Арсеньевич Пылаев, окончил духовную семинарию, состоял законоучителем земского училища и членом благочинного совета. Дед по материнской линии, Николай Тимофеевич Васильев, дворянин, дирижёр, выпускник Придворной певческой капеллы, ученик Н. Римского-Корсакова, закончил Санкт-Петербургскую Консерваторию. На его дочери Валентине и женился Павел Павлов в 1923 году.
Сергей Павлов был женат. Жена — Евгения Михайловна Алтунина, окончила вместе с мужем ГЦОЛИФК. В браке родились двое детей. Дочь Людмила Павлова — журналист, сын Павел Павлов — предприниматель.

### Комсомольские годы
С 1952 года на комсомольской работе. В 1955-58 годах второй, затем первый секретарь МГК ВЛКСМ, с 1959 года — первый секретарь ЦК ВЛКСМ.
Павлов находился на высшем комсомольском посту в течение почти 10 лет. 

Можно вспомнить многое: людей, стройки, города, целинные земли, космос, спорт. Сергей Павлович любил труд, все время был среди людей, в гуще народа. Многим он открыл дорогу в будущее.— вспоминал генерал КГБ Филипп Бобков
В 1967 году политические амбиции Шелепина насторожили Л. И. Брежнева, и он принял решение удалить ключевых выдвиженцев Шелепина из политики. В связи с этим в 1967 году свой пост председателя КГБ СССР теряет В. Е. Семичастный, а в 1968 году на должность председателя Госкомитета по физической культуре и спорту при Совете Министров СССР (то есть министра спорта СССР) отправлен и Павлов.
В свой «комсомольский» актив он, несомненно, мог записать Всемирный фестиваль молодёжи и студентов в Москве, эру покорения космоса, создание молодёжных журналов, альманахов и газет, движение «шестидесятников», целину, первые в СССР молодёжные кафе, КВН и многое другое, что отличало время «шестидесятников».
В 1963 году Павлов резко выступил против повести «Один день Ивана Денисовича»
На VIII пленуме ЦК ВЛКСМ в декабре 1965 года Павлов обвинил журналы «Новый мир» и «Юность» в том, что они воспевают не подлинных героев современности, а «политически аморфные личности, замкнувшиеся в скорлупу индивидуальных переживаний»
Леонид Млечин в своей передаче на ОРТ голосом за кадром утверждал, что за те девять лет, что Павлов руководил комсомолом, он «привык ощущать себя хозяином, подчиненные жаловались на его резкость, организационные таланты и деловая хватка уживались в нём с барством и высокомерием».
«Он был азартным, заводным и любил верховодить, — вспоминал Борис Пастухов, тогда второй секретарь ЦК комсомола. — Совершенно не мог уступать кому-либо на волейбольной площадке и в бильярдной, да и в жизни вообще».
Историк Владимир Криворученко отмечал эрудицию, достаточно высокую культуру, широкий кругозор, увлечения музыкой (он сам хорошо пел) и спортом (имел спортивные разряды) Павлова, умение дружить (первыми среди его друзей следует назвать Юрия Гагарина и Александру Пахмутову) и так писал о нём :

«Своим именем заявляю, что Павлов Сергей Павлович достоин, чтобы о нём была создана подлинная, всецело объективная книга из „Жизни замечательных людей“. Это российский самородок, выдающийся патриот, истый коммунист в самом лучшем понимании, которым вправе гордиться Отечеству. Его страстно любила молодежь, уважали на „верху“ и побаивались кругами пониже. Почему боялись? Он резал „правду-матку“ с фактами, именами»

В 1968 году Павлова сняли. Леонид Млечин ссылается на заместителя Твардовского в журнале «Новый мир» Кондратовича :
«Гремит наш друг Павлов, – записал в дневнике Алексей Иванович. – Сняты Яровой и вся компания за пьянки с б… («с активом», – поправил меня А.Т., – это называется «с активом»). Потрачена на это уйма комсомольских денег. Павлов предупрежден, и сказано, чтобы его трудоустроили. История с Павловым показательна. Он произносил одну идейную речь за другой, а одновременно тратил немалые суммы на поездки с девицами, летали на самолетах по делам – на комсомольские слеты, фестивали, конференции, – и возили в этих самолетах девочек. Истратили что-то около 200 тысяч на эти кутежи. И в сущности, ведь все сошло».
Валерий Сергеевич Сысоев, советский и российский государственный деятель, так комментировал подобные высказывания:
«Павлов был слишком ярок. Он был членом ЦК КПСС, членом Ревизионной комиссии, много чего знал. После московской Олимпиады к нему было приковано внимание, появилось много завистников. К тому же Павлов входил не в „ту“ политическую группировку».
Павлов получил назначение председателем Центрального совета Союза спортивных обществ и организаций СССР — в 1968 году преобразованного в Комитет по физической культуре и спорту при Совете министров (как отмечается, почти министерская должность, которую можно считать и опалой).

### Руководство спортом

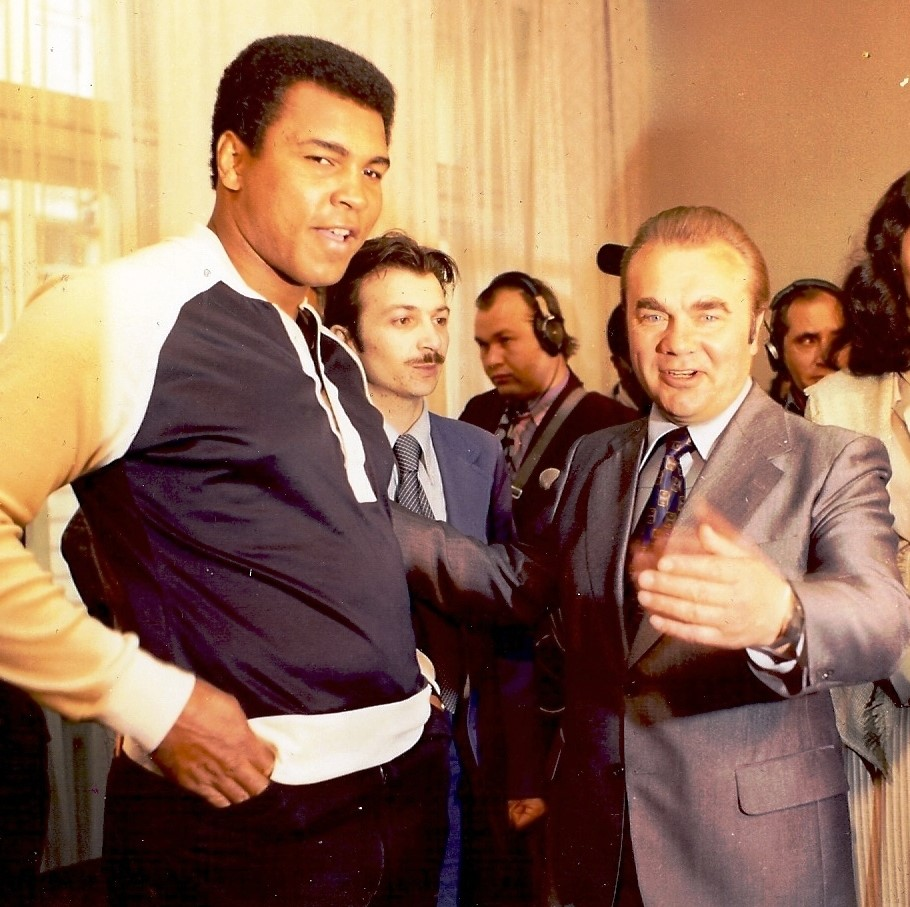
Мухаммед Али, один из самых известных боксёров в истории мирового бокса, прибывший в Москву по приглашению Сергея Павлова. Москва, Спорткомитет, 1978.

Руководил советской делегацией на Олимпийских играх 1968, 1972, 1976, 1980, ЗОИ 1972, 1976, 1980. Шесть раз подряд, на трёх летних и трёх зимних Олимпиадах, спортсмены СССР побеждали в командном зачёте.
Сергей Павлов вошёл в историю советского спорта как первый президент Национального Олимпийского комитета СССР (1977—1983).
Помимо олимпийской истории Павлов оставил свой след и в летописи мирового хоккея. Именно он стал инициатором Суперсерии СССР — Канада в 1972 году. Павлов лично отвечал Л. И. Брежневу, что в этой суперсерии советская команда выступит достойно.
Одним из самых ярких событий его пребывания на этом посту явилась «Олимпиада-80» в Москве, в проведении которой сыграли свою роль его организаторские способности. Барон Эдуард фон Фальц-Фейн, друживший с Павловым, делился воспоминаниями:
«министру спорта СССР Сергею Павлову, возглавлявшему советскую делегацию, я сказал: Что ты нервничаешь? Иди спать. Завтра ты получишь свою Москву». Так и вышло. Олимпиаду отдали Москве и в благодарность Сергей Павлов лично организовал неофициальный визит барона в Советский Союз, что было по тем временам чем-то невероятным: «белых» эмигрантов в СССР тогда ни под каким видом не пускали".
Почётный президент Олимпийского комитета России, член МОК Виталий Смирнов вспоминал: «Среди людей, оставивших в моей жизни яркий след, на самое почетное место я поставлю Сергея Павловича Павлова. Природа его невероятно одарила: яркая личность, прирождённый лидер, человек с необычайной харизмой. Он чувствовал настроение аудитории, зала и мог менять изложение своих мыслей, добиваясь того, чтобы его поняли. Он мог убедить, мог увлечь и зажечь слушателей, он буквально фонтанировал идеями».
01.03.2024 года Министерством спорта Российской Федерации (Минспорт России) приказом за номером 240 была учреждена медаль «Сергея Павлова», которой награждаюся лица Российской Федерации, иностранные граждане и граждане без гражданства «За заслуги в управлении физической культурой и спортом».
Павлов автор книг «XIX Олимпиада: надежды, итоги, проблемы» (1968), «Олимпийский год: итоги, уроки, перспективы» (1973), «На финишной прямой» (1977), «Физическая культура и спорт в СССР» (1979).

## Мнения
Виктор Хоточкин, генеральный секретарь НОК СССР, статс-секретарь, первый заместитель председателя Госкомспорта РФ рассказывал:
"Павлов пользовался огромным авторитетом у зарубежных коллег, был признанным лидером международного олимпийского движения. Президент МОК Хуан Антонио Самаранч на одной из встреч предложил Павлову стать членом Международного олимпийского комитета. Сергей Павлович поблагодарил его, но вежливо отказался. «Как коммунист, я не смогу удержаться от критики МОК, а его есть за что критиковать, но это, как известно, запрещено Олимпийской хартией».
Был обрисован поэтом Евтушенко как «румяный комсомольский вождь» в стихотворении «Памяти Есенина».
Когда румяный комсомольский вождь
На нас,
поэтов,
кулаком грохочет
и хочет наши души мять, как воск
и вылепить свое подобье хочет,
его слова, Есенин, не страшны,
но тяжко быть от этого веселым,
и мне не хочется,
поверь,
задрав штаны,
бежать вослед за этим комсомолом.
Тем не менее, их дружба длилась всю жизнь. Во времена своего руководства спортом Павлов предоставлял поэту для выступлений арены стадионов в Лужниках. Евтушенко, в свою очередь, навещал посла Павлова в Монголии и Бирме
Согласно книге «КГБ играет в шахматы», пал жертвой интриг:

Долгие годы Грамов вынашивал мечту возглавить советское спортивное движение. Привлекали и возможность зарубежным поездок, и представительство в международных спортивных кругах, и, кроме того, получение доступа к большим денежным средствам, затрачиваемым СССР на достижение спортивных побед. Как человек, который многие годы курировал по линии ЦК КПСС советский большой спорт, Грамов более чем кто-либо хорошо представлял себе все выгоды такой должности. На пути к его мечте стоял человек яркий и неординарный, бывший 1-й секретарь ЦК ВЛКСМ, а затем глава Госкомспорта СССР Сергей Павлов. Как у любой неординарной личности, были у него и враги, коварные и могущественные. После проведения московской летней Олимпиады 1980 года, на которой советские спортсмены завоевали рекордное количество медалей, поскольку Олимпиаду бойкотировали ведущие спортсмены мира, Павлов неожиданно для всех был отправлен в Монголию послом СССР. Это было позорной ссылкой для деятельного и честолюбивого Павлова, в итоге стоившей ему жизни. У него развилось тяжелое заболевание, и вскоре он умер. После опалы Павлова и ссылки его в Монголию управление советским спортом принял на себя Грамов, имевший мощного покровителя в лице своего приятеля (к тому времени генерал-лейтенанта, начальника Пятого управления КГБ) И. П. Абрамова.
— «КГБ играет в шахматы». Б. Гулько, В. Корчной, В. Попов, Ю. Фельштинский
Владимир Васин, олимпийский чемпион 1972 года по прыжкам в воду, почетный вице-президент ОКР:
— Это был удивительный человек — светлый и открытый. Потрясающий организатор и руководитель с большой буквы. В отличие от многих чиновников во время Олимпийских игр он жил вместе со спортсменами в Олимпийской деревне. Знал обо всем, что происходит в команде, разделял чаяния и заботы атлетов. Всегда мог дать полезный совет и подбодрить. К нему можно было прийти и поделиться своими идеями, зная, что они будут услышаны. Поэтому все спортсмены очень уважали Павлова. Для них он был больше, чем просто руководитель. Сергей Павлович в буквальном смысле жил спортом и интересами людей, которые им профессионально занимались.

Павлов был одним из самых заметных антизападников среди высокопоставленных чиновников, — отмечает исследователь Николай Митрохин. — Разделявшие его взгляды руководители и сотрудники ЦК ВЛКСМ образовали «павловскую группировку», действовавшую в 1960-е годы. Постоянными составляющими идеологии группировки были радикальное антизападничество, преклонение перед «государственником» Сталиным, антисемитизм и романтическое отношение к отечественной истории— Записки бывшего подполковника КГБ: Михалковы, Кончаловские, Юлиан Семенов. Как спецслужбы использовали агентуру из художественных кругов
.

## Награды
- орден Ленина,
- Орден Октябрьской Революции,
- Орден Отечественной войны II степени[27]
- Орден «Знак Почёта»,
- Почётный знак ВЛКСМ,
- орденами зарубежных стран и многочисленными медалями.